# 游高
游高（ゆうこう）は日本の書家、現代破体書道家。女性。東京都八王子市生まれ。東洋書道芸術学会理事。全部門師範。松本書道会銀座ルーム長。

## 来歴
松本筑峯、松本子游、河野重陽に師事。
4歳から筆を持つようになる。
日々、書の世界に囲まれた生活を過ごす。
小学生のとき、書き方の授業の教科書は曽祖父の石橋犀水が監修した教科書で授業をうけていた。
小学校3年生の時、初めての海外渡航である中国に行き、松本筑峯、松本子游、河野重陽などの筑峯の門下生である現代破体書道家と一緒に浙江省の美術館で開催された揮毫会に参加し、中国の能書家たちと揮毫を通して交流し、エネルギッシュな書道の壮大な世界に魅了された。
現代破体書道家である祖父母、松本筑峯と松本子游が他界したことをきっかけに、破体書にさらに関心を持ち、国内にとどまらず、世界各地の破体展に出品し、破体書の魅力を伝えるべく、精力的に普及活動を行う。
現在は、パラレルキャリアを実践し、会社員として人事部に勤務をしながら、見聞を広めている。
雅号の由来は、祖母の松本子游から一字、出身地の八王子にある高尾山から一字もらい、游高と命名された。